# Dorina Pieper

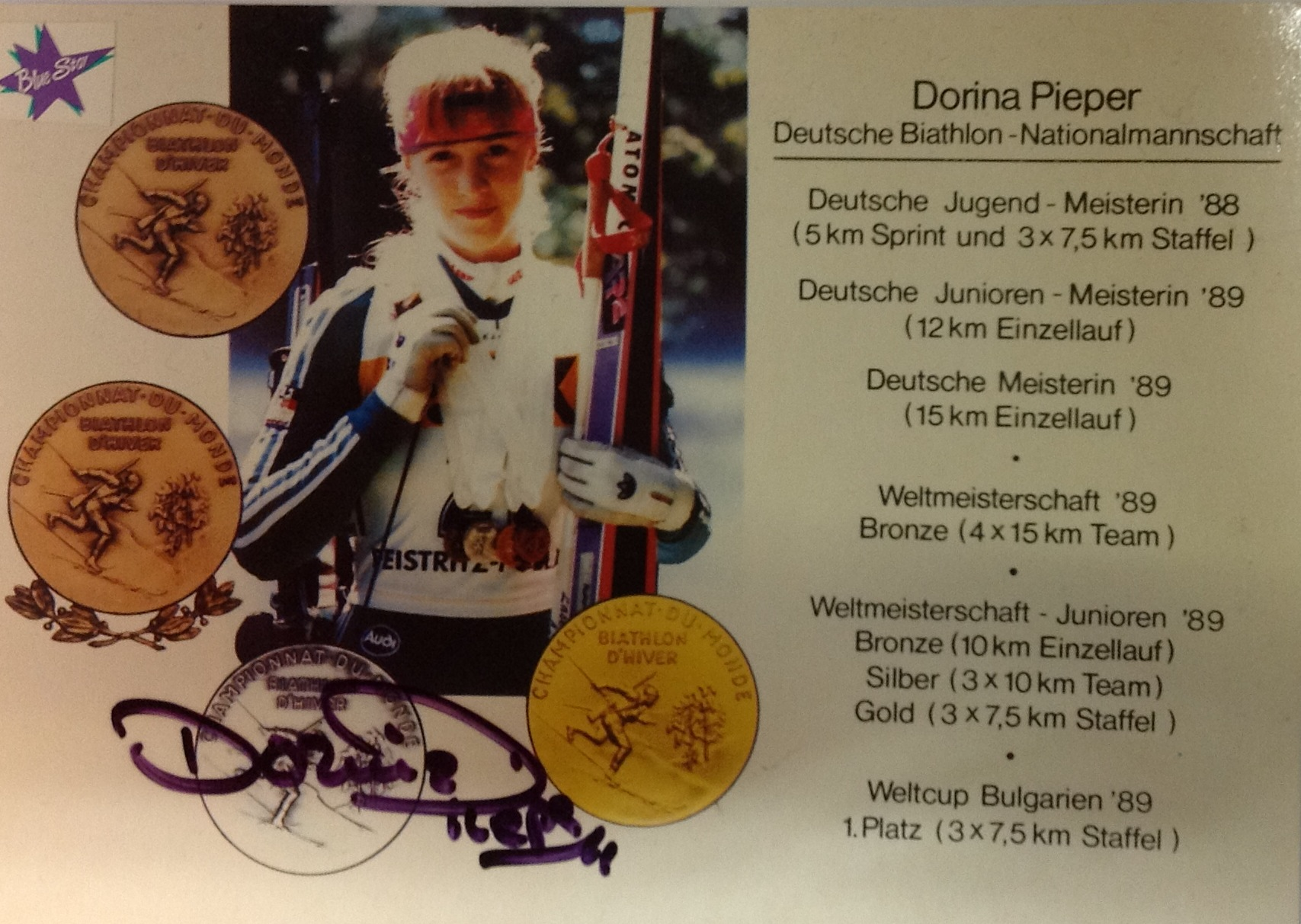
Autogrammkarte von Dorina Pieper

Dorina Pieper (* 25. Juni 1970 in Lüdenscheid) ist eine frühere deutsche Biathletin.
Dorina Pieper gehörte gegen Ende der 1980er und zu Beginn der 1990er Jahre zum bundesdeutschen Biathlon-Nationalkader. Als Juniorin gewann sie bei den Junioren-Weltmeisterschaften 1989 in Voss den Staffeltitel mit Martina Stede und Petra Schaaf, im Mannschaftswettbewerb wurde sie mit beiden Zweite und gewann Bronze im Sprint.
1987 nahm sie in Lahti erstmals an den Biathlon-Weltmeisterschaften teil und wurde 40. des Einzels und 42. im Sprintrennen. 1989 folgten in Feistritz an der Drau ein 19. Platz im Einzel ein vierter Platz im Staffelrennen mit Stede und Schaaf und der Gewinn der Bronzemedaille im Mannschaftswettbewerb hinter der Sowjetunion und Bulgarien mit den Mitstreiterinnen Inga Kesper, Daniela Hörburger und Schaaf. 1990 wurde sie nochmals 16. im Einzel in Minsk. Im Biathlon-Weltcup erreichte Pieper mehrfach gute Ergebnisse unter den besten Zehn. Beste Resultate waren sechste Ränge 1988 am Holmenkollen in Oslo und 1989 in Östersund. 1991/92 belegte sie in der Gesamtwertung des Biathlon-Europacups den zweiten Rang in der Gesamtwertung hinter ihrer Mannschaftskollegin Michaela Hermann. 1989 wurde Pieper Deutsche Meisterin im Einzel.
Pieper lebt in Lüdenscheid im Sauerland und arbeitet als Goldschmiedemeisterin und Gestalterin von Schmuck und Gerät.

## Biathlon-Weltcup-Platzierungen
Die Tabelle zeigt alle Platzierungen (je nach Austragungsjahr einschließlich Olympische Spiele und Weltmeisterschaften).
- 1.–3. Platz: Anzahl der Podiumsplatzierungen
- Top 10: Anzahl der Platzierungen unter den ersten zehn (einschließlich Podium)
- Punkteränge: Anzahl der Platzierungen innerhalb der Punkteränge (einschließlich Podium und Top 10)
- Starts: Anzahl gelaufener Rennen in der jeweiligen Disziplin

| Platzierung                 | Einzel | Sprint | Verfolgung | Massenstart | Team | Staffel | Gesamt |
| --------------------------- | ------ | ------ | ---------- | ----------- | ---- | ------- | ------ |
| 1. Platz                    |        |        |            |             |      |         |        |
| 2. Platz                    |        |        |            |             |      |         |        |
| 3. Platz                    |        |        |            |             | 1    |         | 1      |
| Top 10                      | 4      | 4      |            |             | 1    | 1       | 10     |
| Punkteränge                 | 11     | 9      |            |             | 1    | 1       | 22     |
| Starts                      | 13     | 11     |            |             | 1    | 1       | 26     |
| Stand: Daten nicht komplett |        |        |            |             |      |         |        |